# Přeborov
Přeborov je obec v okrese Písek v Jihočeském kraji. Leží asi tři kilometry od města Milevsko směrem na obec Petrovice. Žije v ní 142 obyvatel.

## Historie
První písemná zmínka o obci pochází z roku 1488. Ves náležela k majetku milevského kláštera. Roku 1575 byla ves prodána císařem Kryštofovi ze Švamberka a byla přiřazena k panství zvíkovskému.
Škola byla v obci zřízena v roce 1877. Nemalou měrou se o zřízení školy zasloužil milevský kaplan P. Amant. Sbor dobrovolných hasičů byl v obci založený roku 1894. V roce 1930 měl Přeborov 63 popisných čísel a žilo zde 347 obyvatel. V roce 1939 bylo severně v lesíku nad obcí prozkoumáno halštatské pohřebiště a nalezené předměty byly uloženy v muzeu v Milevsku.

## Obyvatelstvo
| Rok            | 1869 | 1880 | 1890 | 1900 | 1910 | 1921 | 1930 | 1950 | 1961 | 1970 | 1980 | 1991 | 2001 | 2011 | 2021 |
| -------------- | ---- | ---- | ---- | ---- | ---- | ---- | ---- | ---- | ---- | ---- | ---- | ---- | ---- | ---- | ---- |
| Počet obyvatel | 470  | 470  | 380  | 345  | 318  | 347  | 347  | 268  | 236  | 194  | 165  | 147  | 143  | 130  | 134  |
| Počet domů     | 55   | 57   | 60   | 57   | 60   | 59   | 63   | 68   | 56   | 53   | 50   | 61   | 63   | 66   | 67   |

## Obecní správa
Mezi lety 1850–1979 byl Přeborov obcí v okrese Milevsko (1850–1950) a později v okrese Písek. Od 1. ledna 1980 do 31. prosince 1984 patřil jako část obce k Dmýšticim. Od 1. ledna 1985 do 31. prosince 1991 patřil jako část města k Milevsku a od 1. ledna 1992 je opět samostatnou obcí.

### Obecní symboly
Znak a vlajka byly obci uděleny rozhodnutím předsedy Poslanecké sněmovny Parlamentu České republiky dne 17. dubna 2009.

## Zajímavosti
V obci se nachází kaplička s historickým zvonem, několik pomníčků včetně památníku obětem první světové války. V neposlední řadě se zde nachází hasičská zbrojnice místního hasičského sboru. Před nedávnem bylo v obci vybudováno sportovní hřiště s asfaltovým povrchem. V blízkosti obce se nachází několik rybníků včetně největšího v rekreační usedlosti Vášův mlýn.

## Pamětihodnosti
- Výklenková kaple v obci na spodní části návsi je zasvěcená Panně Marii a pochází z 2. pol. 19. století.[9]
- Kamenný kříž v ohrádce se nachází naproti výklenkové kapli na návsi.
- Kaple na návsi je zasvěcena Navštívení Panny Marie a pochází z 19. století.[9]
- Proti kapli se nachází památník obětem první světové války.
- Před kaplí se nachází kamenný kříž.
- U odbočky do obce ve směru od Milevska se nachází kamenný kříž z roku 1893.
- U silnice vedoucí do obce ve směru od Milevska se po levé straně nachází dřevěný kříž s plechovým malovaným Kristem.
- Těsně po vjezdu do obce před areálem družstva se nachází kříž rodiny Duškovy roku 1905.
- U komunikace nedaleko od obce ve směru z Milevska do Petrovic u rozcestí se nachází kamenný kříž rodiny Duškovy a Šáchovy z roku 1897, postavený na místě vzrostlého dubu, který musel být poražen.
- Za obcí u komunikace směrem na obec Něžovice se nachází kamenný kříž v ohrádce z roku 1917.

## Galerie

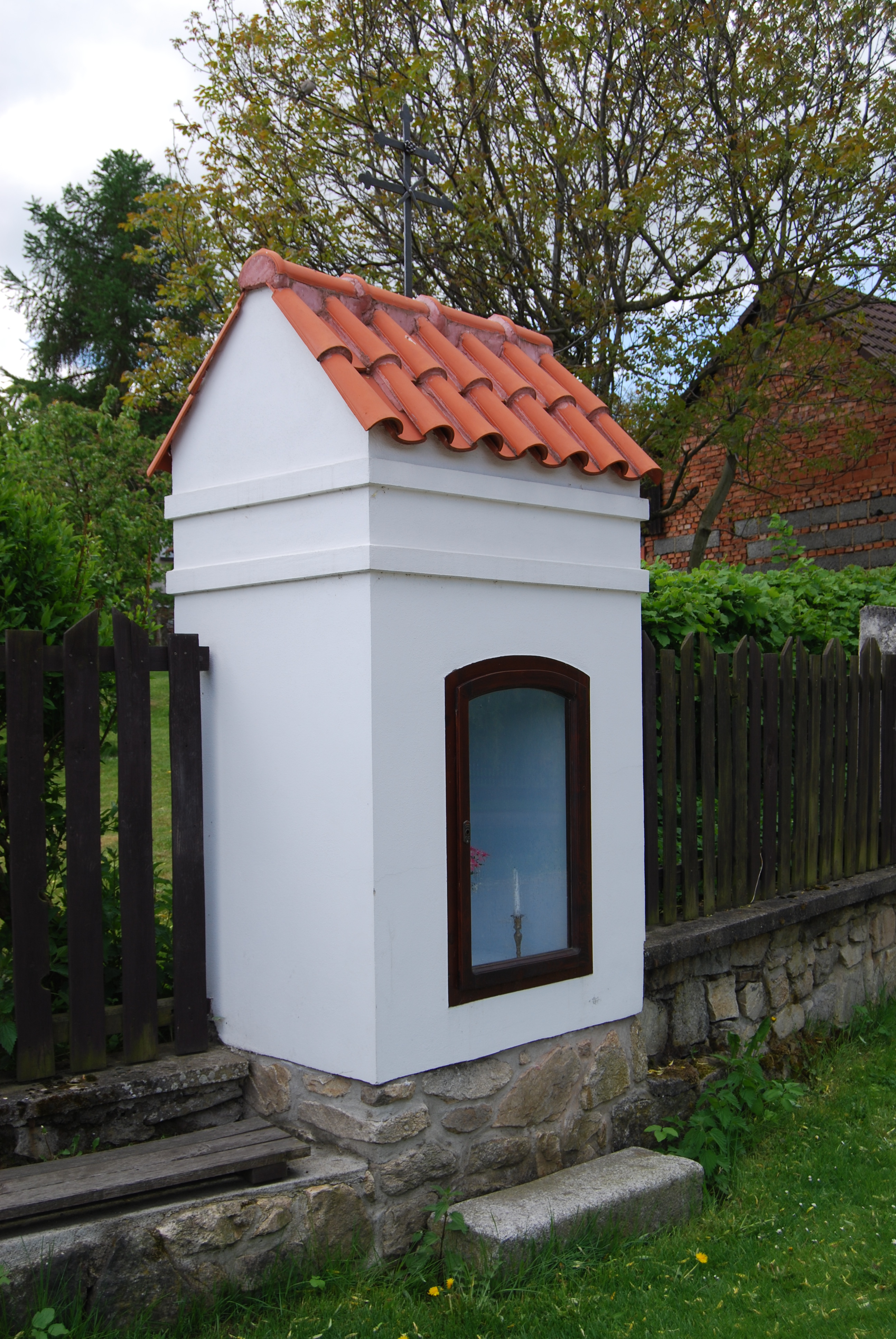
Výklenková kaple Panny Marie
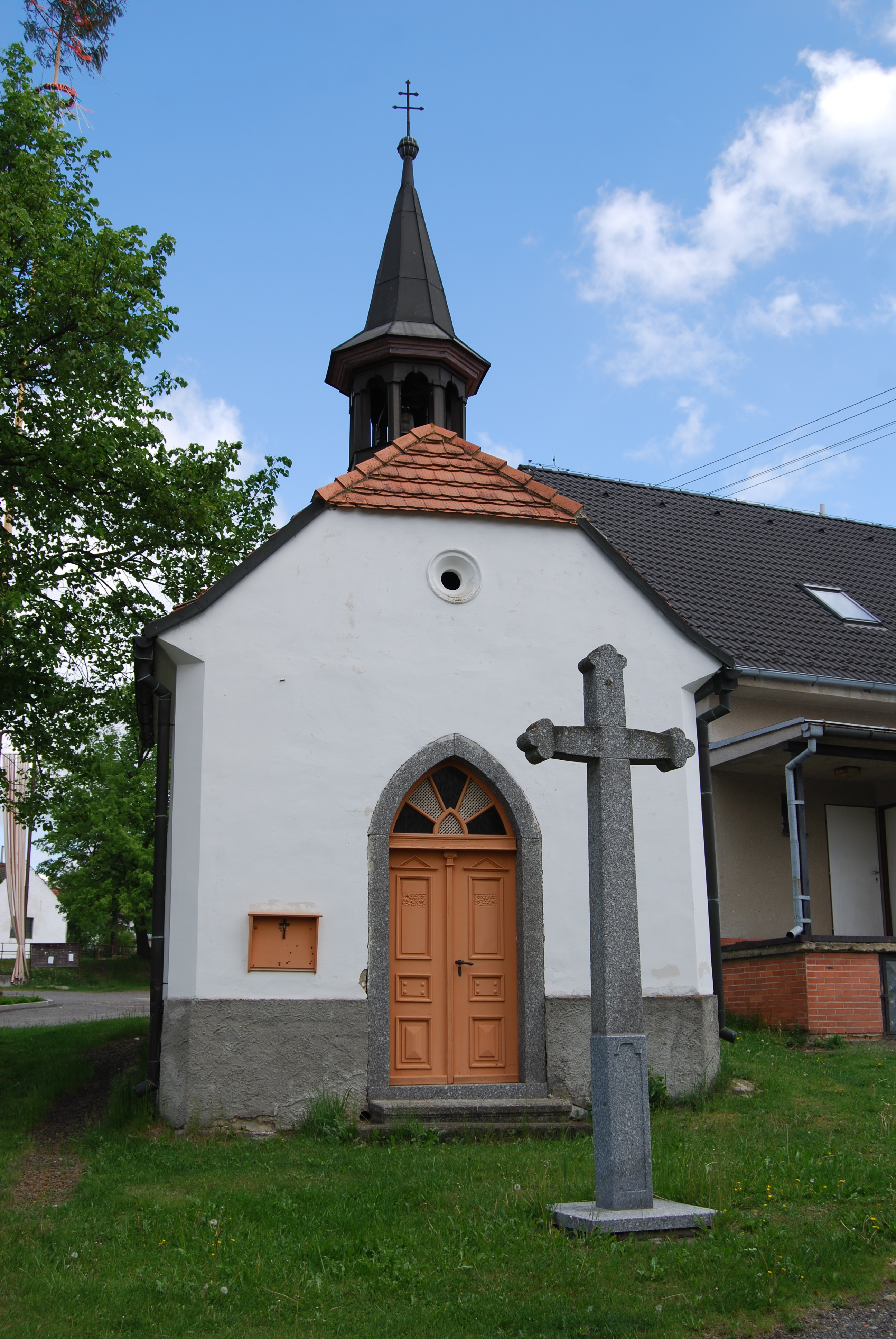
Kaple Navštívení Panny Marie
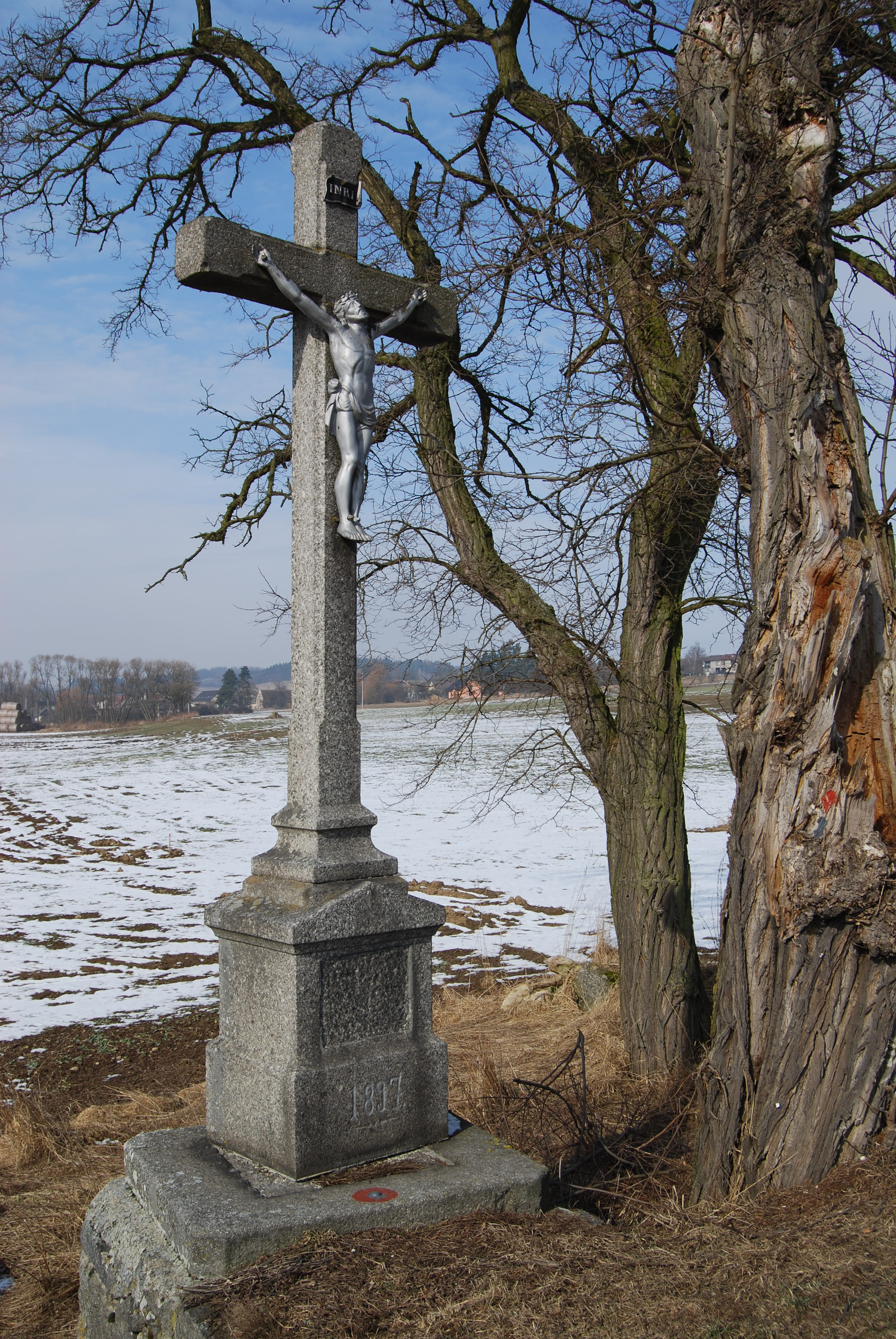
Kříž u křižovatky z Milevska do Petrovic
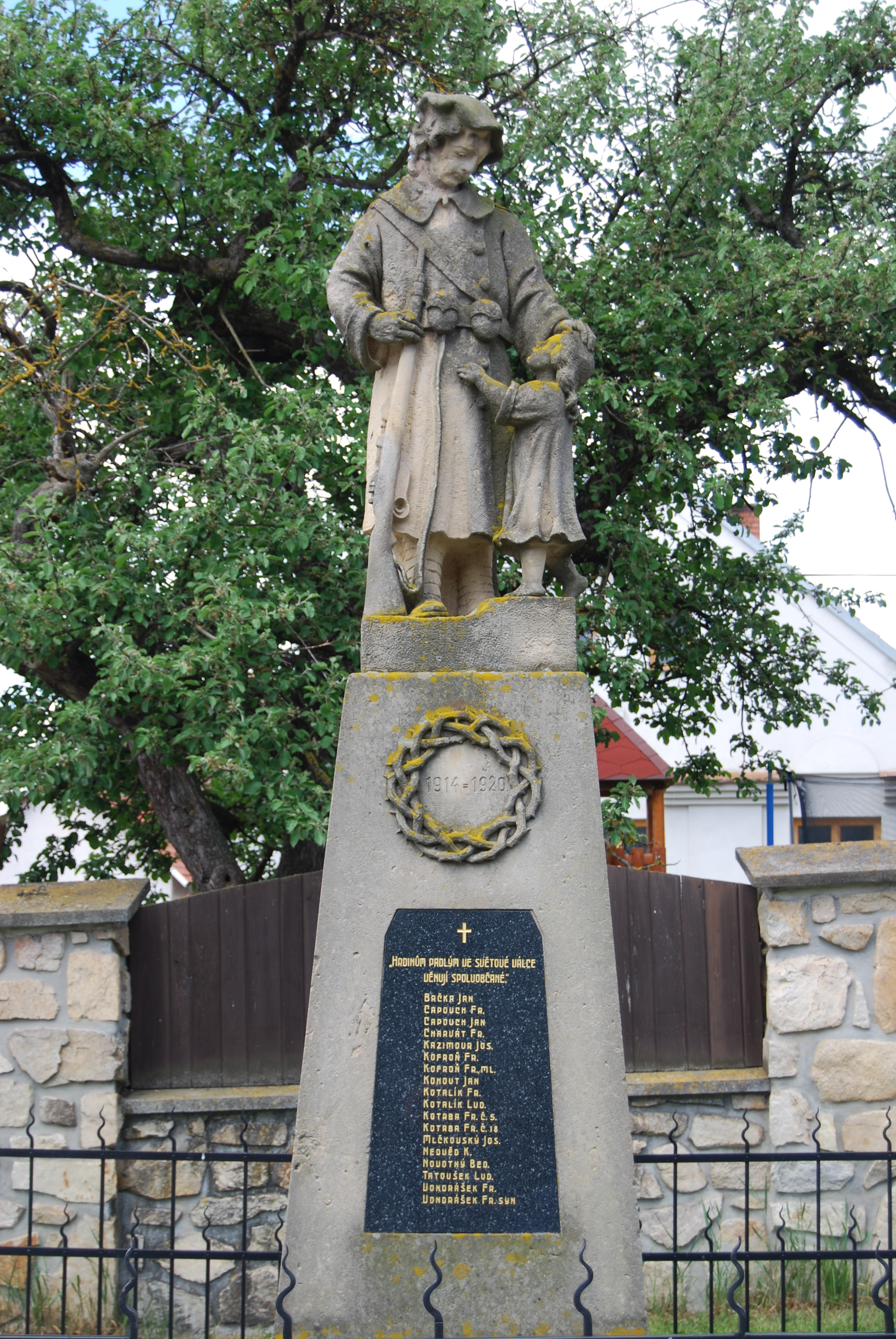
Památník obětem I. světové války